# Ель-Робледо (Сьюдад-Реаль)
Ель-Робледо (ісп. El Robledo) — муніципалітет в Іспанії, у складі автономної спільноти Кастилія-Ла-Манча, у провінції Сьюдад-Реаль. Населення — 1314 осіб (2010).
Муніципалітет розташований на відстані близько 140 км на південь від Мадрида, 39 км на північний захід від Сьюдад-Реаля.
На території муніципалітету розташовані такі населені пункти: (дані про населення за 2010 рік)
- Ель-Робледо: 1218 осіб
- Лас-Іслас: 37 осіб
- Лас-Таблільяс: 24 особи
- Навалахарра: 13 осіб
- Навальрінкон: 22 особи

## Демографія
Динаміка населення (INE ):

## Галерея зображень

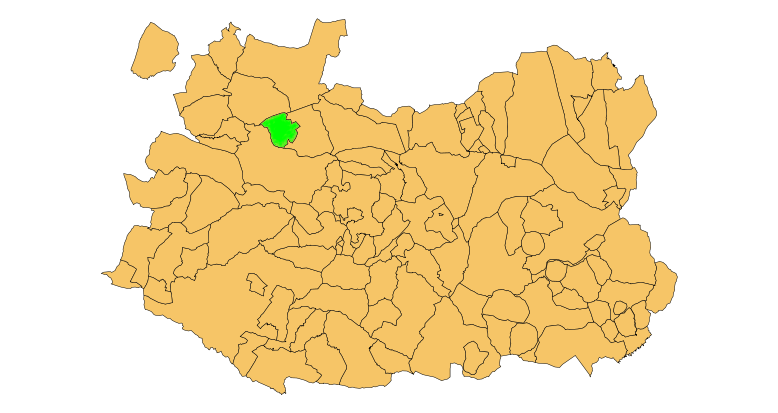
Розташування муніципалітету в провінції